# 利哲宏
利哲宏，MH，JP（英語：Rizwan Ullah，1981年1月19日—）巴基斯坦裔香港人。
利哲宏成長於一個巴基斯坦裔的草根家庭。他預科畢業於地利亞修女紀念學校（協和）。他曾獲尤德爵士紀念基金高中學生獎。

大學畢業後，他成為了一名中學教師，在職期間不斷進修。2012年他於香港大學完成博士學位。2020年，他在羅定邦中學晉升為副校長。2024年9月起，他在香港浸會大學附屬學校王錦輝中小學中學部任副校長。

2023年12月，他被政府委任為九龍城區議會議員。，成為香港主權移交後首位名南亞裔區議員。
2024年3月開始，他為香港01撰寫專欄，不時就國家安全事務及各類型的社會議題撰文。2024年11月，他獲委任為其中一名國家安全教育地區導師。
2025年7月1日，他獲政府委任為非官守太平紳士。

## 部分公職
- 國家安全教育地區導師
- 社區活動策劃及推廣區議會工作小組主席
- 社會服務、房屋及發展規劃委員會委員
- 提振地區經濟專責工作小組成員
- 青年發展委員會青年全人發展行動小組特別顧問
- 兒童事務委員會非官方委員
- 禁毒常務委員會委員
- 社會福利諮詢委員會委員
- 公共圖書館諮詢委員會委員

## 過往公職
- 平等機會委員會委員
- 政府助學金聯合委員會委員
- 自訂車輛登記號碼審核委員會委員
- 促進種族和諧委員會委員

## 部分榮譽
- 2025年：非官守太平紳士
- 2021年：榮譽勳章 [5]
- 2015年：行政長官公共服務獎狀

## 軼聞
- 他在2000年贏得Yes!雜誌舉辦的全港「校花校草」的校草冠軍。當時他表演扮成李小龍打功夫。 同屆奪冠校花鄧麗欣（Stephy）後來加入娛樂圈成為著名歌手。[6]
- 據利哲宏的朋友透露，他中學時期常在麥花臣遊樂場踢足球並曾模仿碧咸的髮型及七旋斬姿勢，球友當時戲稱他做「麥花臣碧咸」。
- 他是家中長子，有四個妹妹，她們同樣投身教育界，於香港的中小學任職教師。他有一位妹夫在香港加拿大國際學校擔任管理層。